# Instytut Badań Fizykomedycznych
Treść tego artykułu może nie być zgodna z zasadami neutralnego punktu widzenia.
Dokładniejsze informacje o tym, co należy poprawić, być może znajdują się w dyskusji tego artykułu.
 Po wyeliminowaniu niedoskonałości należy usunąć szablon [[Szablon:Dopracować|]] z tego artykułu.
Instytut Badań Fizykomedycznych, IBF – część Przedsiębiorstwa Innowacyjno-Wdrożeniowego Primax Medic stanowiąca dział badawczo rozwojowy (R&D) przedsiębiorstwa, z którym współpracują specjaliści renomowanych instytucji naukowych oraz klinicznych. Część z nich skupiona jest w Radzie Naukowej, która zapewnia wysoki poziom merytoryczny opracowanych w IBF innowacyjnych technologii. Dotyczy to w szczególności modelu elektrycznej pracy serca SFHAM oraz systemu do magnetostymulacji MagneticUnit.

## Główne kierunki działalności naukowej
Specjaliści współpracujący z IBF od wielu lat zajmują się rozwiązywaniem ważnych problemów dotyczących oceny stanu pracy serca oraz poprawy jakości życia. Przedmiotem badań teoretycznych, symulacyjnych oraz referencyjnych są różne zagadnienia w dwóch głównych obszarach:
- nieinwazyjnej diagnostyce pracy serca[4][5][12][13]
- magnetoterapii i magnetostymulacji[14][15][16][17]

W ramach pierwszego obszaru badań opracowano i opublikowano autorski model elektrycznej pracy serca SFHAM oraz fizyczne podstawy metody SATRO-ECG. Rezultaty wieloletnich badań referencyjnych wskazują na możliwość powszechnego zastosowania tej metody do przesiewowych badań serca, a w szczególności choroby niedokrwiennej mięśnia sercowego. Metoda ta umożliwia automatyczną ocenę chwilowych potencjałów elektrycznych mierzonych podczas standardowego badania EKG.
Drugi obszar badań związany jest z optymalizacją parametrów rozkładu stałego niejednorodnego pola magnetycznego w celu skutecznego i bezpiecznego oddziaływania na organizm ludzki. Wyniki prowadzonych od dwudziestu lat badań systemów magnetycznych opracowanych w IBF jednoznacznie wskazują na konieczność ich stosowania do poprawy zdrowia w terapii domowej.

## Publikacje
- Leoński W. Quantum and classical dynamics for a pulsed nonlinear oscillator. Physica A 223, 365 (1996)[26][27]
- Leoński W. Fock-states in a kerr medium with parametric pumping. Physical Review A 54, 3369 (1996)[28][29]
- Chumakov SM, Kozierowski M. Dicke model: quantum nonlinear dynamics and collective phenomena. Quantum Semiclass. Opt. 8, 775-803 (1996)[30]
- Leoński W. Finite-dimensional coherent state generation and quantum optical nonlinear oscillator models. Physical Review A 55, 3874 (1997)[31][32]
- Janicki J. Wpływ gradientowego pola magnetycznego na organizm człowieka. Acta Bio-Optica et Informatica Medica 4/2008, vol. 14, s. 300-301[14]
- Janicki JS. Podstawy zastosowania gradientowego pola magnetycznego w rehabilitacji. Rehabilitacja w praktyce, 1/2009, s. 15[16]
- Janicki JS, Leoński W, Jagielski J. Partial potentials of selected cardiac muscle regions and heart activity model based on single fibres. Medical Engineering & Physics, 31 (2009) 1276-1282[20]
- Janicki JS, Leoński W, Jagielski J, Sobieszczańska M, Chąpiński M, Janicki Ł. Single Fibre Based Heart Activity Model (SFHAM) Based Qrs-Waves Synthesis. W: Sobieszczańska M, Jagielski J, Macfarlane PW, editors. Electrocardiology 2009. JAKS Publishing Company; 2010. s. 81–86, ISBN 978-83-928209-5-6[4][5]
- Janicki JS, Leoński W, Jagielski J, Sobieszczańska M, Leońska JG. Implementation of SFHAM in Coronary Heart Disease Diagnosis. W: Sobieszczańska M, Jagielski J, Macfarlane PW, editors. Electrocardiology 2009. JAKS Publishing Company; 2010. s. 197–201, ISBN 978-83-928209-5-6[4][5]
- Janicki JS. Physical basis of SATRO – a new method for analysis of the cardiac muscle depolarisation. Los Alamos National Laboratory, 2006, arXiv:physics/0602162v2 [physics.med-ph][13]
- Janicki J. Physical foundations of the SATRO method. PIW Primax Medic, s. 1–71, 2006, LCCN 2006356427; ISBN 83-60007-10-1[12]
- Janicki J. Fizyczne podstawy metody SATRO w badaniu pracy serca. PIW Primax Medic, s. 1–71, 2006, LCCN 2006356428; ISBN 83-60007-00-4[33]
- Janicki JS. Zastosowanie stałego pola magnetycznego w terapii. PIW Primax Medic, s. 1–102, 2009, ISBN 978-83-60007-30-3[17]
- Janicki JS. Gradientowe pole magnetyczne w medycynie. Acta Bio-Optica et Informatica Medica 2/2009, vol. 15, s. 127-128[15]

## Udział w konferencjach naukowych
- Janicki JS. Analiza EKG z uwzględnieniem procesów fizycznych zachodzących w mięśniu sercowym. VI International Society for Holter & Noninvasive Electrocardiology, Zakopane Kościelisko 2004
- Janicki JS. Physical basis of SATRO – a new method for analysis of the cardiac muscle depolarisation. 33rd International Congress on Electrocardiology, Cologne 2006, Germany[19]
- Janicki JS, Jagielski JK, Sobieszczańska M, Rusiecki L, Chąpiński MK, Janicki ŁJ. SATRO – a New Method of Examining the Cardioelectric Field. 35th International Congress on Electrocardiology, St. Petersburg 2008, Russia[34]
- Janicki JS, Leoński W, Jagielski J, Sobieszczańska M, Chąpiński M, Janicki Ł. Single Fibre Based Heart Activity Model (SFHAM) Based Qrs-Waves Synthesis. 36th International Congress on Elektrocardiology, Wrocław 2009[4][5]
- Janicki JS, Leoński W, Jagielski J, Sobieszczańska M, Leońska JG. Implementation of SFHAM in Coronary Heart Disease Diagnosis. 36th International Congress on Elektrocardiology, Wroclaw 2009[4][5]
- Janicki JS, Innowacyjne rozwiązania w wykorzystaniu stałych pól magnetycznych w terapii domowej. Forum Studentów Nauk o Zdrowiu. Zielona Góra 2010[35]
- Janicki JS, 1). Magnetoterapia stałym gradientowym polem magnetycznym. 2). Zastosowanie niejednorodnych pól magnetycznych w fizjoterapii. I Międzynarodowe Sympozjum Naukowe „Medycyna Fizykalna w Nowoczesnej Fizjoterapii”, Piła 2010[36]
- Janicki JS, 1) Wpływ stałych pól magnetycznych na poprawę przebiegu schorzeń. 2) Wpływ parametrów stałego niejednorodnego pola magnetycznego na skuteczność terapii. IV Międzynarodowe Sympozjum Fizykodiagnostyki i Fizjoterapii Stomatologicznej i Medycznej, Międzyzdroje 2011[37]